# زمانی برای مستی اسب‌ها
زمانی برای مستی اسب‌ها اولین فیلم بلند سینمایی بهمن قبادی است که در سال ۱۳۷۸ در یک روستای مرزی ایران و عراق و با بازی بازیگران غیر حرفه‌ای ساخته شد. این فیلم برنده دوربین طلایی جشنواره بین‌المللی فیلم کن در سال ٢٠٠٠ شد.

## خلاصهٔ داستان
ایوب، که در میان کولبران مرزی ایران و عراق، در روستایی کردنشین نزدیک مرز عراق زندگی می‌کند، با مرگ پدر، مجبور به مراقبت و نگهداری از سه خواهر و برادر بیمارش «مهدی» است. مهدی (که در فیلم «مادی» تلفظ می‌شود) از یک بیماری مادرزادی رنج می‌برد، در پانزده سالگی، جثه یک کودک را دارد. روژین خواهر بزرگ‌تر و نیز آمنه خواهر دیگر ایوب، در غیاب او، از مهدی نگهداری می‌کنند. پزشک روستا به ایوب می‌گوید که دیگر هیچ دارویی نمی‌تواند مهدی را درمان کند و اگر عمل جراحی نشود تا سه یا چهار هفته دیگر می‌میرد و البته پس از انجام عمل جراحی نیز تا هفت یا هشت ماه دیگر بیشتر زنده نخواهد ماند. ایوب ماجرا را به روژین می‌گوید ولی در ضمن تأکید می‌کند که برای به دست آوردن هزینه عمل جراحی تلاش بیشتری خواهد کرد. کاک کریم، عموی ایوب با کاک یاسین که با قاطر، جنس قاچاق رد و بدل می‌کند دربارهٔ ایوب صحبت می‌کند و قرار می‌شود ایوب هر روز صبح جنس‌های قاچاق را به آن سوی مرز عراق ببرد. کاروانی از قاطرهایی که بر پشت آن‌ها محموله‌های قاچاق نهاده شده به سوی مرز عراق می‌روند. در مقصد، به ایوب و دیگران گفته می‌شود که پول باربری به آن‌ها داده نمی‌شود و آن‌ها می‌بایست پول را از صاحب کارشان می‌گرفتند. پس از گذشت دو ماه، ایوب نمی‌تواند پولی برای عمل جراحی مهدی به دست آورد. وقتی کاک کریم به دلیل شکستن دستش دیگر قادر به کار نیست، قاطرش را به ایوب می‌دهد تا با آن کار کند. حمل بارهای قاچاق با وجود برف و هوای سرد و راه‌های پرپیچ و خم همیشه با مشکلاتی روبروست. در غیاب ایوب، برای روژین خواستگاری از روستایی آن طرف مرز می‌آید و پدر داماد قول می‌دهد مادی را با خود برای عمل جراحی به عراق ببرند. روژین که از این وصلت ناراحت است، به ایوب می‌گوید به خاطر عمل جراحی مادی جواب مثبت داده است. کاروان عروس که مهدی نیز در میان آنهاست به سوی مرز عراق روانه می‌شود. در نزدیکی مرز مادر داماد که همراه با دیگران به استقبال عروس آمده، با دیدن مهدی از تحویل گرفتن او خودداری می‌کند و در عوض یک قاطر به عنوان شیربها به خانواده عروس می‌دهد. ایوب همراه با مهدی و قاطر به روستایش مراجعت می‌کند و امیدوار است با فروش قاطر، پول عمل برادرش را به دست آورد. در نهایت ایوب همراه کاروان قاچاق به سوی عراق عازم می‌شوند. در قسمتی از مسیر کاروان توسط نیروهای مرزی ایران غافلگیر می‌شود و همه پا به فرار می‌گذارند. در این میان ایوب به همراه مهدی از مرز می‌گذرد.

## دلیل نام‌گذاری
کولبران مرزی برای آنکه قاطر در طول سفر از سرما نمیرد، به قاطر ودکا می‌خورانند.

## نقش‌ها
- ایوب احمدی در نقش ایوب
- روژین یونسی در نقش روژین
- آمنه اختیاردینی در نقش آمنه
- مهدی اختیاردینی در نقش مادی

## جوایز
- جایزه دوربین طلایی فستیوال کن در سال ۲۰۰۰
- جایزه ویژه هیئت ژوری در فستیوال شیکاگو در سال ۲۰۰۰
- برنده جایزه در فستیوال‌های مختلف در ادینبورگ، گیخون، سائوپائولو و …
- جایزه ویژه در جشنواره بین‌المللی فیلم‌های کودکان و نوجوانان در اصفهان